# Maria Sidorova
Maria Igorevna Sidorova (Balashikha, 21 de novembro de 1979) é uma handebolista profissional russa, medalhista olímpica.
Maria Sidorova fez parte do elenco medalha de prata, de Pequim 2008.